# TG2
TG2 è il telegiornale della seconda rete televisiva della Rai, Rai 2.
Nasce il 15 marzo 1976 sotto la direzione di Andrea Barbato, a seguito della riforma della Rai che prevedeva l'istituzione di testate giornalistiche autonome per ciascuna rete. In precedenza, veniva trasmesso sia dal Programma Nazionale (poi Rete 1, oggi Rai 1) sia dal Secondo Programma (poi Rete 2, oggi Rai 2). Con la riforma della Rai del 1975, Rai 1 si dotò del TG1 e Rai 2 del TG2.
Il TG2 viene trasmesso dalla Palazzina D del centro di produzione Rai di Saxa Rubra, a Roma. Dal 31 dicembre 2012 è diventato il primo telegiornale della Rai a trasmettere in formato 16:9 e il primo, tra quelli delle reti nazionali italiane, a essere trasmesso in alta definizione. L’attuale direttore della testata è Antonio Preziosi.

## Storia

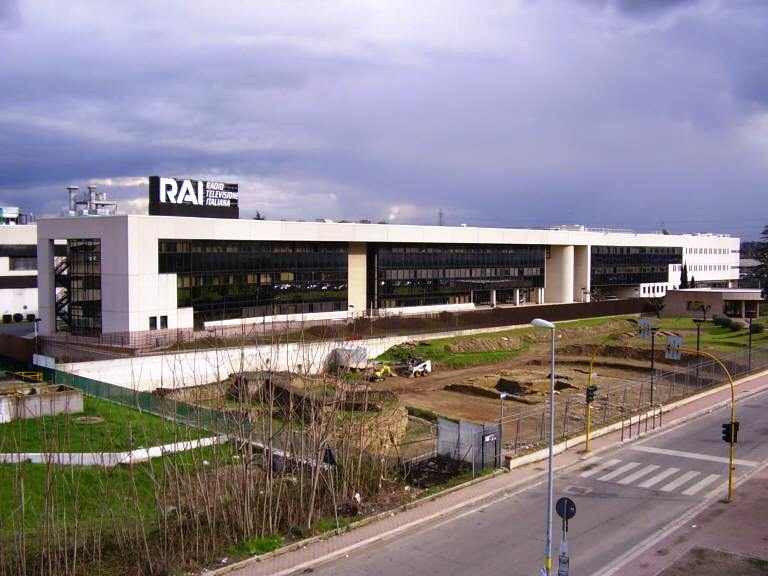
Il Centro radiotelevisivo Biagio Agnes a Roma, sede del TG2.

Fotogramma della sigla in uso dal 25 maggio 2024

### Origini
Il 4 novembre 1961, in contemporanea con la nascita del Secondo Programma, partirono le trasmissioni del Telegiornale del 2º Programma, con una redazione autonoma da quella del Telegiornale, diretta da Ugo Zatterin, che realizzava un notiziario breve che comprendeva rapide inchieste e cronaca immediata.
A condurre la prima edizione fu Piero Angela; tra i primi conduttori vi erano anche Andrea Barbato, Ennio Mastrostefano e Gustavo Selva. Tra gli anni sessanta e i primi anni settanta tra i conduttori figurarono speaker (quindi personale non giornalistico) come Gianni Rossi, Alberto Lori e Giuseppe D'Amore.
Con la riforma della RAI del 1975 (implementata a partire dal 15 marzo 1976), le reti televisive vennero rese fra loro autonome e in concorrenza: il Secondo Programma diventò Rete 2. Alle 18:30 di quel 15 marzo nacque ufficialmente il TG2, con la rubrica "La giornata" (indicata genericamente come "Rubriche del Tg2" su TV Radiocorriere dell'epoca) nella quale venivano trasmessi, tra l'altro, il notiziario di informazione parlamentare "Dal Parlamento" e il notiziario sportivo, che in seguito assunse il nome di Sport Sera e andava in onda da Milano. Al termine de "La giornata", alle 19:00, andò in onda il primo notiziario della nuova testata, un'edizione flash di due minuti (TG2 Notizie). La prima edizione vera e propria, condotta da Piero Angela, andò in onda poco dopo, alle 19:30 (nel periodo estivo l'orario d'inizio sarebbe stato posticipato alle ore 20:00, per poi stabilirsi definitivamente con la successiva programmazione autunnale alle 19:45) ed ebbe il nome di TG2 Studio Aperto: della durata di un'ora, si snodava su una prima parte dedicata alle notizie del giorno, seguita da una seconda dedicata agli approfondimenti e alle interviste agli ospiti in studio, ai quali i telespettatori potevano porre domande che venivano poi lette dal conduttore.
Il primo direttore del nuovo telegiornale fu Andrea Barbato, di orientamento socialista, il quale venne affiancato dai vicedirettori Brando Giordani (in quota DC) e Giuseppe Fiori (in quota PSI). Il telegiornale della Rete 2 fu concepito in maniera totalmente nuova rispetto al Telegiornale andato in onda fino al giorno prima (e anche rispetto al TG1, la cui impostazione era più tradizionale): Barbato innovò la formula del notiziario trasformandolo in un "racconto" delle notizie, commentato e approfondito con un incremento dei servizi filmati, in luogo di una semplice lettura, e inserendo dirette e dibattiti. Il taglio editoriale era laico e tendenzialmente progressista (vicino quindi a PSI, PSDI, PCI e PRI), realizzando così una sorta di chiasmo col GR1 diretto da Sergio Zavoli (anch'egli di orientamento socialista), col quale il TG2 condivideva diversi inviati. Tale chiasmo si contrapponeva al TG1 e al GR2, che erano invece di area cattolica. La politica editoriale prevedeva altresì la nascita di una serie di rubriche di approfondimento.
Oltre ad Angela, alla conduzione si alternavano periodicamente anche Mario Pastore e Italo Moretti. La sigla del TG2 di questo periodo fu realizzata da Sandro Lodolo, il marchio fu realizzato da Piero Gratton, mentre la musica fu realizzata da Sandro Brugnolini; la regia fu affidata a Elena Micucci mentre le scenografie dello studio vennero realizzate da Tullio Zitkowsky dal 1976 al 1981. Due ulteriori edizioni, Stasera e Stanotte, andavano in onda in chiusura dei programmi, alla cui conduzione si alternavano Brunella Tocci, Umberto Segato e Nuccio Puleo. Nel tardo pomeriggio, in concomitanza con l'inizio delle trasmissioni, va in onda una serie di rubriche riunite sotto la testata TG2-La giornata, fra le quali Dal Parlamento e Sport sera (trasmesso da Milano). A partire dal 25 ottobre 1976, il TG2 aggiunse un'edizione diurna, Oretredici, in onda alle 13:00 e condotta da Italo Gagliano, Maurizio Vallone, Giancarlo Santalmassi, Ettore Masina e Carlo Picone, che si succedevano ad alternanza regolare.
Altri volti noti dei primi anni erano Emmanuele Rocco, Giuseppe Marrazzo, Fernando Cancedda, Ruggero Orlando, Giulio Colavolpe, Gino Pallotta, Italo Gagliano, Ezio Zefferi, Tina Lepri, Mauro Dutto, Gianni Manzolini, Antonello Marescalchi, Luca Ajroldi. Tra gli altri giornalisti della testata occorre citare anche Emilio Ravel, Luigi Locatelli, Ennio Mastrostefano. Gli inviati, condivisi con il GR1, sono Aldo Longo, Salvo Mazzolini, Jas Gawronski e Carlo Mazzarella.
Il 10 aprile 1976 debuttò una rubrica del TG2 intitolata Giornale di educazione sessuale, prima trasmissione televisiva italiana dedicata all'argomento, condotta dalla dottoressa Maria Vittoria Antonaroli Lustro e trasmessa ogni sabato alle 18. La trasmissione fu sospesa dopo 4 puntate, a causa delle critiche.
La redazione sportiva curava le rubriche Diretta Sport, Domenica Sprint, Sport Sera, Dribbling, Gol Flash, Eurogol ed è affidata a Maurizio Barendson e Remo Pascucci e successivamente, dopo la prematura morte di Barendson, a Beppe Berti. Della redazione facevano parte  Aurelio Addonizio, Mauro Alunni, Lino Ceccarelli, Gianfranco De Laurentiis, Giorgio Martino, Bruno Pizzul, Gianni Minà, Federico Urban. Ad essi si aggiungevano i colleghi della redazione di Milano (guidata da Nino De Luca) Bruno Pizzul, Guido Oddo, Ennio Vitanza, Giovanni Garassino e Mario Poltronieri. Gli speaker principali erano Marco Raviart, Alberto Lori e Giaco Giachetti, i quali leggono fuori campo i testi delle notizie, affiancando i conduttori. A loro succedono Pino Berengo Gardin e Teresa Piazza. Nel corso degli anni si aggiunsero ulteriori rubriche culturali e di servizio, tra cui Amico Libro di Carlo Cavaglià, Di tasca nostra di Tito Cortese, Bella Italia (la quale poi passerà alla TGR con il nuovo titolo Bellitalia) e Gulliver.
Nel 1980 la direzione del TG2 passò a Ugo Zatterin; durante la sua direzione, nell'edizione delle 19:45 (che dal gennaio 1981 diventa semplicemente TG2 Telegiornale), debutta la prima conduttrice donna di un telegiornale serale, Piera Rolandi, che si alterna a Giancarlo Santalmassi (vicedirettore della testata dal 1980 al 1987), Franco Biancacci, Mimmo Liguoro e Gianni Manzolini; cura la pagina degli spettacoli Marlisa Trombetta, mentre il vaticanista è Ugo D'Ascia. Altri noti giornalisti del periodo sono stati Orlando Perera, Michele Mangiafico, Stefano Gentiloni, Bianca Cordaro e Sandro Ruotolo.
Il 23 novembre 1980, durante l'edizione delle 19:45, il TG2 è il primo a informare del sisma dell'Irpinia del 1980 avvertito qualche minuto prima, per poi approfondire l'accaduto in una lunga diretta straordinaria a partire dalle 21:53 della stessa sera.
In questo periodo il TG2 si avvicina sempre di più alle posizioni del Partito Socialista di Bettino Craxi, ponendosi quindi come alternativa laica al TG1, più vicino alle posizioni democristiane.
Nel 1986 la direzione del TG2 passò ad Antonio Ghirelli, già capo ufficio stampa della Presidenza del Consiglio durante il Governo Craxi I. Circa 11 mesi dopo la nomina di Ghirelli, nel 1987 la direzione del TG2 passò ad Alberto La Volpe, già curatore di Speciale TG1; durante la sua direzione debuttarono l'edizione del mattino e altre rubriche come Diogene (rubrica curata e condotta di Antonio Lubrano e poi sostituita da Costume e Società dal 1994), Nonsolonero (dedicato al mondo dell'immigrazione) e Pègaso (una nuova formula di telegiornale notturno ideata da Luca Ajroldi). Aumentarono frattanto le conduttrici donne, con Lilli Gruber e Carmen Lasorella nell'edizione delle 19:45 e con Alda D'Eusanio e Lorenza Foschini nelle edizioni Stasera e Stanotte. Tra i conduttori figurano Roberto Amen, Michele Cucuzza, Piero Marrazzo, Enrico Mentana (vicedirettore della testata dal 1989 al 1990) e Clemente J. Mimun (proveniente dal TG1), mentre tra gli inviati vi sono Mario De Scalzi, Valter Vecellio, Maria Giovanna Maglie e Anna La Rosa.
A seguito dell'inchiesta Mani pulite, che vide coinvolti diversi e importanti esponenti di tutti i partiti compreso quello socialista, il TG2 vide venir meno progressivamente il riferimento politico del PSI. Nel 1993 la direzione del TG2 passò a Paolo Garimberti (proveniente dal quotidiano la Repubblica), che propose di rinnovarne la linea editoriale proponendo, tra le altre cose, lo spostamento dell'edizione principale dalle 19:45 alle 20:30.
Nel 1994 Garimberti venne sostituito da Clemente J. Mimun, già vicedirettore del TG5. Fu con Mimun, considerato vicino a Forza Italia, che il TG2 si spostò dalle tradizionali posizioni laiche di sinistra verso quelle dei partiti di centro-destra.
Sotto la guida di Mimun il TG2 vede crescere notevolmente i suoi indici d'ascolto. Per volontà del nuovo direttore, inoltre, vengono apportate diverse novità alla linea editoriale, la quale si concentra molto più sulla cronaca rispetto al passato, oltre a portare la durata dell'edizione delle 13:00 a un'ora e realizzare le rubriche Motori, Eat Parade e Salute. La novità più importante, però, riguarda l'edizione serale: dal 6 novembre 1995 infatti, si sposta dalle 19:45 alle 20:30, introducendo per l'occasione una nuova immagine, con grafica realizzata da David Del Bufalo e il logo TG2 inscritto in un quadrato rosso.

### Anni 2000
In occasione del capodanno del 2000, il telegiornale decise di modificare temporaneamente la sua videosigla: su sfondo rosso apparivano la T, poi la g e 2uemila, mostrando alla fine il logo Tg2uemila. Il TG satirico Striscia la notizia affermò che tale scritta fosse un errore di scrittura, dando ironicamente la colpa al baco del millennio.
Con il passaggio di Mimun alla direzione del TG1, dal maggio 2002 il nuovo direttore è Mauro Mazza (vicino a Alleanza Nazionale). Tra le novità adottate da Mazza vi sono, a partire dal 21 ottobre 2002, un restyling dell'immagine (grafica curata da Paul Dockerty e musiche di Angelo Talocci), la conduzione a coppie (e la presenza di un ospite) per l'edizione delle 13:00 e quella in piedi per le altre edizioni (quella delle 20:30 inizia con una copertina e in seguito sarà divisa in due parti); sempre con Mazza vi è la nascita delle rubriche Mizar, Dossier Storie e TG2 10 minuti, delle edizioni delle 18:30, delle 17:45 (dal lunedì al venerdì per i non udenti), delle 18:00 (nel weekend) e il ritorno dell'edizione di mezzasera (che era stata cancellata da Mimun), e l'arrivo di nuovi giornalisti tra cui Maurizio Martinelli, Marco Bezhmalinovich, Manuela Moreno, Christiana Ruggeri, Laura Berti e Daniele Rotondo ma allo stesso tempo si dimettono altri giornalisti come Attilio Romita (il quale passa al TG1), Carlo Picone (scomparso per un malore nel 2003), Paola Ferrari (la quale è tornata a Rai Sport), Daniela Vergara e Francesco Giorgino (anche lui passa al TG1).
Nell’estate del 2005 - dal 18 luglio al 16 settembre - va in onda dalle 13.30 alle 14.00 la rubrica TG2 Mistrà che sostituisce i due appuntamenti tradizionali dell'ora di pranzo: Costume & Società e Salute. In 44 puntate di mezz'ora TG2 Mistrà è curata dal caporedattore centrale Michele Bovi. È condotta da Lidia Galeazzo e Christiana Ruggeri e da personaggi dello spettacolo che recitano le introduzioni dei vari servizi scritte in versi dal poeta Pasquale Panella. I co-conduttori sono Gene Gnocchi, Linus, Max Giusti, Massimo Ranieri, Gigi Proietti, Remo Girone, Nando Gazzolo, Lando Buzzanca e Sebastiano Somma.
Della direzione Mazza resta noto un episodio avvenuto il 7 dicembre 2006 nel corso dello spazio TG2 10 minuti condotto da Maurizio Martinelli, dove era ospite Nicola De Martino, un uomo separato dalla moglie che aveva potuto rivedere suo figlio Luca (cresciuto in Australia e presente anche lui in studio) solo dopo che quest'ultimo aveva raggiunto la maggiore età. Allorché Martinelli rifiutò all'uomo la lettura di una lettera, estrasse un flacone di benzina dalla giacca, se la versò addosso e minacciò di darsi fuoco. Fermato in pochi istanti dai tecnici di studio, dal conduttore e dal figlio, a fine programma De Martino chiese scusa ai telespettatori. La vicenda ebbe poi un risvolto grottesco poco dopo, mentre stava andando in onda la sigla di coda del telegiornale: Martinelli, non accorgendosi che i microfoni erano ancora aperti, apostrofò l'uomo con un'espressione triviale, che venne poi ripresa da varie trasmissioni satiriche come Blob e di cui il giorno dopo il conduttore si scusò pubblicamente.
Ampio risalto ebbe inoltre un editoriale del 19 settembre 2007 in cui il direttore Mazza attaccò il comico Beppe Grillo accusandolo di istigare alla violenza con le proprie accuse ed insulti alla classe politica e dirigente italiana.
Con l'arrivo di Mario Orfeo alla direzione del TG2 nell'agosto 2009 entrano in redazione nuovi giornalisti, tra cui Nadia Zicoschi del TG3 e Ilaria Capitani del TGR Lazio. Durante il suo periodo di direzione apporta diverse novità alla linea editoriale e all'immagine, con l'introduzione di una nuova sigla il 28 settembre 2009, le cui musiche sono state realizzate da Angelo Talocci.
Il TG2 ha sei edizioni quotidiane nei giorni feriali: alle 10:00, alle 13:00, alle 18:30, alle 20:30 e l'edizione della notte, con quella per i non udenti alle 17:45.

### Anni 2010
Il 23 giugno 2011 Marcello Masi viene nominato nuovo direttore della testata.
La sera del 31 dicembre 2012, subito dopo il tradizionale messaggio di fine anno del Presidente della Repubblica Italiana Giorgio Napolitano, il TG2 cambia look, e passa al formato panoramico italiano 16:9, diventando il primo telegiornale di una rete generalista della Rai a trasmettere in digitale, nonché il primo in Italia a diffusione nazionale a trasmettere in HD. Per l'occasione introducono una nuova sigla, una nuova grafica e un nuovo studio (a soli sei mesi e 10 giorni di distanza dal restyling precedente del 21 giugno 2012). Le grafiche sono state realizzate dal videografico Bruno Bucci mentre le musiche sono arrangiate da Mauro Lusini.
Oltre allo studio principale (utilizzato per le edizioni del telegiornale, gli speciali, le edizioni straordinarie e, da febbraio 2019, tutte le rubriche) viene implementato un secondo studio, dal quale va in onda TG2 Post.
Dal 26 aprile 2016 lo studio principale viene rinnovato e per l'occasione debutta anche una versione riadattata della sigla di testa per le edizioni principali. Nell'edizione delle 20:30, inoltre, la sigla di coda presenta un'inquadratura panoramica sullo studio.
Dal 9 agosto 2016 la direzione della testata passa a Ida Colucci.
Il 6 novembre 2018 il consiglio di amministrazione della Rai, su proposta dell'amministratore delegato Fabrizio Salini, nomina Gennaro Sangiuliano, già vicedirettore del TG1, alla direzione della testata.
Tra le prime novità introdotte dal nuovo direttore vi sono l'edizione mattutina delle 8:30, le rubriche TG2 Italia e TG2 Weekend, in onda il sabato alle 13:30, l'allungamento di TG2 Motori da 15 a 25 minuti e il nuovo approfondimento serale TG2 Post, in onda dal lunedì al venerdì al termine dell'edizione delle 20:30.

### Anni 2020
Dal 1º gennaio 2021, a partire dall'edizione delle 20:30, il TG2 rinnova sigla e grafiche, realizzate internamente da Alessandro Cossu, mentre il logo e lo studio rimangono invariati.
Il 21 ottobre 2022, in seguito alla nomina come ministro della cultura nel governo Meloni, Gennaro Sangiuliano lascia la direzione della testata. Viene nominato direttore ad interim Carlo Pilieci, già vicedirettore. A subentrargli dal 14 dicembre 2022 è Nicola Rao, già vicedirettore del TG1.
Dal 25 maggio 2023, dopo poco più di sei mesi, Rao viene sostituito da Antonio Preziosi, già direttore di Rai Parlamento.
Il 25 maggio 2024, dall'edizione delle 20:30, il TG2 rinnova sigla, grafiche e studio.

## Edizioni

### Attuali
- TG2 Mattina: in onda dal lunedì al venerdì alle 8:30, con una durata di 15 minuti. Va in onda dal 14 gennaio 2019 ed è la prima edizione del TG2. L'edizione era già andata in onda dal 1988 al 2002 solo il sabato e la domenica. Nel 2002 si aggiunse un'edizione mattutina in onda dal lunedì al venerdì alle 10, fino alla sospensione dell'edizione nel 2012.
- TG2 Flash: in onda dal lunedì al venerdì alle 10:55, con una durata di 5 minuti, in coda alla rubrica Italia Europa e precede il TG Sport Giorno; nel periodo estivo va in onda alle 11:00 circa, in coda alle repliche delle rubriche Dossier e Storie. L'edizione era già andata in onda dal 1980 al 2002, fino al 1987 alle 11:00, fino al 1997 alle 11:45, in seguito alle 11:15. A partire dal 27 maggio 2024 è l'unica edizione condotta in piedi.
- TG2 ore 13:00: in onda tutti i giorni alle 13:00, con una durata di 30 minuti. Va in onda dal 25 ottobre 1976 ed è l'edizione principale del TG2. Fino al 1988 quest'edizione era conosciuta come TG2 Oretredici. È preceduta dalle anticipazioni, in onda intorno alle 12:52 nel corso della trasmissione I fatti vostri, ed è seguita dalle rubriche Costume e Società (dal lunedì al mercoledì, sostituita nel periodo estiva da E...state con costume), Medicina 33 (dal lunedì al giovedì, sostituita nel periodo estivo dalle repliche di alcune puntate), Tutto il bello che c'è (il giovedì), Eat Parade e Sì viaggiare (il venerdì), Weekend (il sabato, sostituita nel periodo estivo da Weekend Estate) e Motori (la domenica).
- TG2 L.I.S.: in onda tutti i giorni alle 18:10 circa, con una durata di 3 minuti, seguendo il TG Parlamento. Dall'11 al 21 agosto 2016, durante i giochi olimpici di Rio, due edizioni dedicate alle 11:30 e alle 21:00 si affiancavano alla consueta edizione delle 18:00. È condotta dai conduttori dell'edizione delle 18:15 (dal lunedì al venerdì) e da quelli dell'edizione delle 20:30 (il sabato e la domenica).
- TG2 Pomeriggio: in onda dal lunedì al venerdì alle 18:15, con una durata di 25 minuti. Va in onda dal 2002 con la messa in onda alle 18:30, poi nel 2010 ha anticipato la sua messa in onda alle 18:15, orario ripreso nel 2015 dopo che nel 2014 aveva posticipato la sua messa in onda alle 18:20. Fino al 2015 aveva una durata di 30 minuti, fino al 2022 aveva una durata di 15 minuti. Quando sono previste partite di calcio, la messa in onda è anticipata alle 16:30. L'edizione è preceduta dalle previsioni del tempo (nel periodo estivo è seguita) ed è seguita dal TG Sport Sera (in passato era seguita dal TG Parlamento).
- TG2 Sera: in onda tutti i giorni alle 20:30, con una durata di 25 minuti. Anch'essa è preceduta dalle anticipazioni, in onda alle 20:20. La durata si riduce a 20 minuti quando vanno in onda partite di calcio e si riduce a 10 minuti in caso di sciopero. Va in onda con questo orario dal 6 novembre 1995 (in precedenza andava in onda alle 19:45). Fino al 1980 questa edizione era nota come Studio Aperto, dopodiché assunse la denominazione di TG2 Telegiornale e, dal 6 novembre 1995, data in cui fu posticipata all'orario attuale, assunse la denominazione TG2 ore 20.30 (mantenuta fino al 24 maggio 2024). È seguita dalla rubrica Post (dal lunedì al sabato). All'interno di questa edizione, da giugno 2012 ad agosto 2016, andava in onda la rubrica Dentro la notizia, pagina di approfondimento serale. Il 31 dicembre di ogni anno, va in onda subito dopo il messaggio di fine anno del Presidente della Repubblica, con una durata di 25 minuti.

### Cessate
- TG2 Notte: in onda tutti i giorni in orario variabile tra le 23:30 e l'una di notte con una durata di 15 minuti, seguita dalla rubrica Meteo 2. Fino al 1994 si chiamava TG2 Stanotte. Non va più in onda dal 2016.
- TG2 Sera: in onda tutti i giorni fino al 2016 in un orario variabile tra le 22:00 e 22:35, solitamente durante l'intervallo di un programma o di un film. Fino al 1994 si chiamava TG2 Stasera e tra il 2012 e il 2016 divenne un'edizione flash.
- TG2 Mattina Weekend: in onda dal 1988 al 2010 solo il sabato e la domenica con varie edizioni tra le 7:00 e le 10:30. Oltre alle edizioni del weekend, il TG2 proponeva durante la settimana un'edizione flash alle 10:45-11:00, preceduta dalle rubriche Medicina 33 e Punto.it (dal 2007). Dal 2010, con il passaggio di Mattina in famiglia su Rai 1, le edizioni del weekend sono passate al TG1.
- TG2 Napoli: edizione flash trasmessa dagli studi di Napoli durante gli anni novanta.
- TG2 Flash Milano: edizione flash trasmessa dagli studi di Corso Sempione a Milano durante gli anni novanta.

## Rubriche

### Attuali
- Achab - Libri in onda: rubrica inizialmente interna a TG2 Punto.it (ora TG2 Italia Europa), se n'è in seguito distaccata spostandosi il sabato in seconda serata, eccetto nel periodo estivo. La sigla è la canzone Happy feet di Paolo Conte. Questa rubrica è condotta da Carola Carulli. Si occupa di libri e dura 8 minuti circa. Precedentemente si chiamava Neon Libri(che nel 1995 aveva sostituito Amico Libro) e poi Achab Libri(fino al 10 dicembre 2024). Dallo stesso giorno va in onda anche in coda all'edizione pomeridiana del martedì.
- Beat: rubrica dedicata alla musica, in onda dal 9 dicembre 2024 in coda all'edizione pomeridiana del lunedì.
- Cinematinée: rubrica inizialmente interna a TG2 Punto.it, se n'è poi distaccata andando in onda il sabato in seconda serata, eccetto nel periodo estivo. Attualmente è condotta da Francesca Nocerino. Si occupa di cinema e dura circa 8 minuti. Precedentemente si chiamava Neon Cinema.
- Costume e Società: in onda dal lunedì al mercoledì (inizialmente anche il giovedì e il venerdì) alle 13:30 con una durata di 20 minuti. Viene condotta, a settimane alterne, da Simonetta Guidotti, Federica Bambagioni, Maria Teresa Fabris, Laura Sansavini.
- Dossier: in onda il sabato in seconda serata con una durata di 45 minuti e in replica su Rai Storia a giorni variabili e con orario e durata variabili. Dal 2008 la rubrica è condotta da Luca Salerno e Marco Bezmalinovich. Fino al 2012 questa rubrica era condotta da Daniela Tagliafico, Stefano Marroni e Marcello Masi. La sigla è Propiedad prohibida, tratta dall'album Clic (1974) di Franco Battiato.
- E...state con costume: versione estiva di Costume e società, in onda nel periodo estivo dal lunedì al mercoledì alle 13:30 con durata di 15 minuti. Questa rubrica priva di conduzione mostra vari servizi, alcuni dei quali già mostrati a Costume & Società.
- Eat Parade: rubrica di enogastronomia in onda il venerdi alle 13:30 con una durata di 15 minuti e in replica il giovedì alle 5:10 e il sabato notte. La sigla di questa rubrica è la canzone (I Can't Get No) Satisfaction dei The Rolling Stones. Questa rubrica è andata in onda per la prima volta nel 1995. Da questa rubrica è derivato anche un libro. Storicamente curata da Bruno Gambacorta, dal 2 maggio 2025 viene curata da Daniela Colucci.
- Italia, Viaggio nella bellezza: rubrica in onda all'interno del TG2 delle 20:30 che tratta della scoperta di vari luoghi italiani.
- In TV: rubrica dedicata al mondo della televisione italiana e ai personaggi che ne hanno fatto la storia condotta da Lisa Marzoli . Va in onda dall'10 dicembre 2024 in coda all'edizione pomeridiana.
- Medicina 33: in onda dal lunedì al giovedì alle 13:50 con una durata di 10 minuti. È una rubrica, per anni condotta da Luciano Onder, che tratta argomenti di salute e medicina. Fino all'ottobre 2002 la sigla indicava la rubrica come Trentatré e dal 1995 al 2008 era affiancata da TG2 Salute in onda alle 13:45 (Medicina 33 andava in onda la mattina). Dal giugno 2008 assume l'orario attuale. Dal 22 settembre 2014, in seguito alla cessazione della collaborazione con Onder e il suo conseguente passaggio al TG5, la rubrica viene curata e condotta da Laura Berti. In estate vengono riproposte le repliche di alcune puntate andate in onda nell'edizione appena conclusa.
- Mizar: in onda il sabato notte con una durata di circa 30 minuti. La rubrica è curata e condotta da Tommaso Ricci.
- Motori: in onda ogni domenica alle 13:30 con la durata di 25 minuti e condotta da Maria Leitner. Nel periodo estivo la rubrica si chiama TG2 Motori Estate ed è priva di conduzione.
- Pisa, regata storica delle antiche repubbliche marinare d'Italia: l'omonima gara va in onda in diretta a cura del TG2. La telecronista è Francesca Nocerino mentre la regia è di Mario Nunzio Collorone.
- Rai Meteo: rubrica dedicata alle previsioni del tempo, a cura di Rai Pubblica Utilità e del servizio meteorologico dell'Aeronautica Militare italiana. Nata il 3 giugno 2018, è una rubrica meteorologica unica per tutte le reti che viene comunque curata dai rispettivi TG (in questo caso dal TG2).
- Sì viaggiare: in onda ogni venerdì alle 13:50 con una durata di 10 minuti e in replica il sabato notte. La rubrica è condotta da Silvia Vaccarezza. Fino al 1995 si chiamava Gulliver. Tra aprile e maggio 2020 la rubrica è stata nota come Diari di viaggio.
- Storie - I racconti della settimana: in onda il sabato notte (ore 00:10) con una durata di circa 45 minuti. Nata con il nome TG2 Dossier Storie nell'ottobre 2002 in occasione del restyling della testata, dal 2008 ha assunto il nome attuale. È condotta da Adriana Pannitteri.
- TG2 Italia Europa: in onda dal lunedì al venerdì alle 10:00, con una durata di 55 minuti, è una rubrica di approfondimento su temi di attualità e politica condotta da Marzia Roncacci e qualche volta anche da Chiara Lico. È seguita da un'edizione flash alle 10:55. Fino al giugno 2023 si chiamava TG2 Italia. Il programma non va in onda nei mesi di luglio e agosto.
- TG2 Post: rubrica d'approfondimento che segue il TG2 della sera, dal lunedì al venerdì dalle 21:00 alle 21:20. Va in onda dal 18 febbraio 2019 ed è condotta da Manuela Moreno.
- Tutto il bello che c'è: ideata nel 2015 da Maria Grazia Capulli, la rubrica inizialmente andava in onda all'interno del TG2 delle 18:20, ma dal settembre 2015 è diventata una rubrica autonoma e va in onda ogni giovedì alle 13:30. È stata condotta dalla stessa Capulli fino a ottobre dello stesso anno quando, a seguito alla sua scomparsa, la conduzione è stata affidata a Silvia Vaccarezza, che ne è anche la curatrice. La sigla è la canzone Happy di Pharrell Williams.
- TG2 Weekend: in onda il sabato alle 13:30, è una rubrica che si occupa di musica, cultura e spettacolo. Va in onda dal 19 gennaio 2019 e ha una durata di 30 minuti. Fino al 2024 era condotta da Francesca Nocerino, mentre attualmente è condotta da Adele Ammendola.
- TG2 Weekend Estate: versione estiva del TG2 Weekend in onda a partire dal 29 giugno 2019 ogni sabato alle 13:30 nel periodo estivo. Rispetto all'edizione invernale si differenzia per la presenza di immagini diverse e l'assenza dei titoli di testa e del logo della rubrica nella sigla iniziale, l'assenza del sommario e per il trattamento di temi diversi: tormentoni musicali estivi, ritratti di personaggi cinematografici e viaggi nelle località di mare. Restano presenti invece gli spazi Caffè e storia, Cultura digitale e Lettura (questi ultimi in replica e non sempre in onda).

### Cessate
- Ambiente: a cura di Manuela Cadringher e Giorgio Salvatori, andato in onda, negli anni ottanta, all'interno del TG2 Oretredici.
- Amico Libro: divenuta Neon Libri nel 1995.
- Bella Italia: rotocalco curato da questa testata fino al 1987, parlava delle bellezze dell'Italia, poi trasferita alla TGR col nome di Bellitalia.
- C'è da salvare: mini-rubrica in riferimento sui paesi italiani, andato in onda negli anni '80, dopo il TG2 Oretredici.
- C'è da vedere: mini-rubrica in riferimento sugli spettacoli, musica e cultura, andata in onda negli anni '80, dopo il TG2 - Oretredici.
- Chip: rubrica d'informatica curata da Stefano Gentiloni, andata in onda, dopo il TG2 Oretredici, negli anni '80.
- Come noi: a cura di Gianni Vasino, andato in onda all'interno del TG2 Oretredici nel corso degli anni ottanta.
- Dal parlamento: rotocalco parlamentare curato da questa testata fino al 1994 e poi trasferito a Rai Parlamento.
- Di tasca nostra: rotocalco di servizio al consumatore curato da Tito Cortese.
- Dentro la notizia: pagina di approfondimento serale in onda da giugno 2012 ad agosto 2016 nell'edizione delle 20:30.
- Diogene: inizialmente rotocalco di costume e poi divenuto uno spazio dedicato al mondo femminile, da cui il sottotitolo Dalla parte delle donne, e a quello giovanile, trasmesso dal 1988 al 1994.
- Divieto di Sosta: in onda tra giugno e luglio 2013, dal lunedì al venerdì alle 14:00 con durata variabile. Era il programma di approfondimento estivo del TG2, prodotto in sinergia con la seconda rete, condotto da Chiara Lico. Il programma venne sospeso dopo un solo mese di trasmissione, anche se la rete ne aveva annunciato la messa in onda nella stagione autunnale.
- Domenica Sprint: rotocalco sportivo domenicale in onda la domenica, curato da questa testata fino al 1994 e poi trasferito a Rai Sport.
- Doremifa: rubrica di musica, a cura di Maurizio Vallone, andata in onda nel 1987 fino al 1988.
- Dove sono che fanno: all'interno del TG2 Oretredici, alla fine degli anni '70.
- Dribbling: rotocalco sportivo in onda il sabato, curato da questa testata fino al 1994 e poi trasferito a Rai Sport.
- Economia: divenuta nel 1995 Non solo soldi, era lo spazio economico a cura di Stefania Conti e Giancarlo Zanella, incorporato nella rubrica TG2 Punto.it dal 2007.
- Eurogol
- Focus: settimanale di approfondimento del TG2, andato in onda, tra il 1986 e il 1987, il lunedì alle ore 20:30
- Galleria: persone dentro ai fatti, andato in onda nel 1977
- Giornale di educazione sessuale: prima trasmissione televisiva italiana dedicata all'educazione sessuale, condotta dalla dottoressa Maria Vittoria Antonaroli Lustro e trasmessa ogni sabato alle 18. La trasmissione fu sospesa dopo 4 puntate, a causa delle critiche.
- Grandangolo: spin-off del TG2 Dossier, a cura di Ezio Zefferi
- Gulliver
- Goal flash: rotocalco calcistico in onda la domenica fino al 1987. Era condotto da Gianfranco De Laurentiis.
- I consigli del medico: a cura di Luciano Onder, andato in onda la domenica, dopo il TG2 Oretredici del periodo 1986-'87.
- Il tempo: rubrica dedicata alle previsioni meteo, che andava in onda ogni venerdì con il sottotitolo sabato e domenica con le previsioni per il week-end, mentre il lunedì con il sottotitolo questa settimana presentava le previsioni meteo per i primi cinque giorni della settimana. Tutte queste rubriche, curate dal tenente Giancarlo Giacopetti, si sono alternate a Il tempo domani e venivano trasmesse tra il 1981 e il 1984. Le rubriche utilizzavano come sottofondo musicale il brano Shopping au boulevard di Jean Pierre Posit.
- L'asterisco: breve rubrica domenicale condotto da Pino Caruso, andato in onda la domenica all'interno del TG2 Oretredici, della stagione 1988/'89.
- Lo sport: andato in onda tra gli anni '80 e gli anni '90, dopo il TG2 delle ore 19,45
- Meteo 2: rubrica dedicata alle previsioni del tempo, a cura del TG2 e del servizio meteorologico dell'Aeronautica Militare Italiana. Nata il 15 marzo 1976 in seguito alla riforma della RAI del 1975, fino al 31 maggio 1984 si chiamava Il tempo domani[16]. Dal 3 giugno 2018 è sostituita da Rai Meteo. Tra gli storici conduttori si ricordano principalmente i capitani Francesco Laurenzi e Roberto Giontella. Le musiche di sottofondo del programma variarono nel corso degli anni, comprendendo Eye Level di Jack Trombey (1976-1979), Park Avenue di Walter Rizzati (1979-1984), Electric Skies di Luigi Tonet (1984-1987), un brano di Cesare Carotenuto (1987-2003) e infine Sotto Meteo Due di Angelo Talocci (utilizzata dal 10 febbraio 2003 al 26 marzo 2020).
- Mistrà: rubrica che riproponeva i servizi delle principali rubriche del TG.
- Net: rubrica in stile "internet" con vari servizi andata in onda dal 1999 al 2007.
- Nonsolonero: rubrica settimanale andata in onda dal 1988 al 1994, ideata e curata da Massimo Ghirelli. È stata la prima trasmissione televisiva in Italia dedicata ai temi dell'immigrazione e del razzismo e la prima a proporre come conduttrice una giornalista immigrata, la capoverdiana Maria De Lourdes Jesus. Per diversi anni è stata la rubrica giornalistica televisiva con il maggiore ascolto tra le emittenti televisive pubbliche e private italiane, con una media di 5 milioni di spettatori a puntata e punte di circa 7,8 milioni di telespettatori e 35% di share.[17] La rubrica proponeva inchieste, notizie, reportage da diversi Paesi europei e dai Paesi di provenienza delle più importanti comunità straniere residenti in Italia. Ha prodotto spot di comunicazione sociale contro il razzismo, gli stereotipi e le discriminazioni. La trasmissione ha ricevuto diversi premi nazionali e internazionali, tra cui il Premio Nelson Mandela nel 1991.
- Non solo soldi: rubrica andata in onda dal lunedì al venerdì in orario mattutino dal 1994 al 2007, condotta da Stefania Conti e Giancarlo Zanella.
- Notte sport: settimanale sportivo, andato in onda il sabato notte, dopo l'edizione notturna del TG, nel corso degli anni '80.
- Odeon: rotocalco dedicato al mondo dello spettacolo in onda la domenica fino al 1983 e condotto da Brando Giordani e Emilio Ravel.
- Oroscopo domani: rubrica in onda dopo l'ultima edizione del TG2, dal marzo 1977 fino al gennaio 1986, lette dalle annunciatrici di turno, poi spostato a prima dell'edizione serale.
- Pègaso: programma di approfondimento, in onda in tarda serata nei primi anni novanta.
- Pro e Contro: programma di approfondimento a cura di Mario Pastore, andato in onda dopo il TG2 Oretredici, a cavallo tra gli anni '70 e '80
- Punto.it: divenuta Insieme nel 2012, poi Lavori in corso nel 2016 e nel 2018 Frankenstein - Il mostro in prima pagina[18]. Dal gennaio 2019 al giugno 2023 si chiamava TG2 Italia, poi divenuto TG2 Italia Europa.
- Punto di Vista: approfondimento di seconda serata, in onda dal 2007 al 2019 con la conduzione di Maurizio Martinelli e collocato il mercoledì per la durata di circa mezz'ora.
- Ring: rubrica di politica, a cura di Aldo Falivena, andata in onda dal 1976 fino al 1979.
- Salute: in onda dopo Costume e Società, dal lunedì al venerdì dal 1994 al 2008, affiancava Medicina 33, per poi sostituirlo del tutto. Oltre a Luciano Onder, alla conduzione vi erano tra gli altri Maria Grazia Capulli, Silvia Vaccarezza, Attilio Romita, Luca Salerno, Maurizio Martinelli, Francesca Nocerino, Maria Concetta Mattei, Manuela Moreno, Guido Barendson e Sandro Petrone.
- Scoop: settimanale satirico trasmesso ogni sabato dal 1977 al 1986. Conducevano Mario Pastore e Giancarlo Santalmassi.
- Sestante: settimanale documentaristico e musicale dal 1980 fino al 1983.
- Scienze: rubrica del TG2 andata in onda il sabato pomeriggio alle 14:00 e in replica il mercoledì in seconda serata. A cura di Luciano Onder.
- Spazio 7: fatti e gente della settimana, andato in onda dal 1980 fino al 1984.
- Sport Pomeriggio: andato in onda all'interno del TG2 Oretredici alla fine degli anni '70.
- Sportsette: settimanale sportivo del giovedì, che andò in onda fino al 1987
- Sport Sera: quotidiano sportivo curato da questa testata fino al 1991 e poi trasferito a Rai Sport.
- Start: settimanale di motori curato da Paolo Meucci, andato in onda dal 1982 fino al 1986.
- TG2 - Con gli occhiali rosa: rotocalco curato da Ezio Zefferi ed Emilio Ravel, andato in onda dal marzo 1976 fino al 31 dicembre 1978.
- TG2 10 minuti: in onda dal 2004 al 2007 alle 18:00 (prima dell'edizione preserale del TG, a quell'epoca in onda alle 18:30) e, in seguito, all'interno dell'edizione delle 20:30, condotta da Maurizio Martinelli.
- Zoom: all'interno del TG2 Studio Aperto tra il 1977 e il 1986.

## Direttori
| Nome                | Inizio           | Fine             |
| ------------------- | ---------------- | ---------------- |
| Andrea Barbato      | 15 marzo 1976    | 9 ottobre 1980   |
| Ugo Zatterin        | 10 ottobre 1980  | 10 giugno 1986   |
| Antonio Ghirelli    | 11 giugno 1986   | 9 maggio 1987    |
| Alberto La Volpe    | 10 maggio 1987   | 2 novembre 1993  |
| Paolo Garimberti    | 3 novembre 1993  | 4 ottobre 1994   |
| Clemente J. Mimun   | 5 ottobre 1994   | 5 maggio 2002    |
| Mauro Mazza         | 6 maggio 2002    | 11 giugno 2009   |
| Mario De Scalzi     | 12 giugno 2009   | 22 luglio 2009   |
| Mario De Scalzi     | 1º aprile 2011   | 22 giugno 2011   |
| Mario Orfeo         | 23 luglio 2009   | 31 marzo 2011    |
| Marcello Masi       | 23 giugno 2011   | 9 agosto 2016    |
| Ida Colucci         | 10 agosto 2016   | 6 novembre 2018  |
| Gennaro Sangiuliano | 7 novembre 2018  | 21 ottobre 2022  |
| Carlo Pilieci       | 22 ottobre 2022  | 13 dicembre 2022 |
| Nicola Rao          | 14 dicembre 2022 | 24 maggio 2023   |
| Antonio Preziosi    | 25 maggio 2023   | in carica        |

## Tema musicale
La sigla, che dal 1987 al 2024 chiudeva con tre note secche (dal 1987 al 1995 con Mi♭-Fa-Si♭, dal 1995 al 2012 con Re-Fa-Sol e dal 2012 al 2024 con Sol-Si♭-Do), venne ideata dal compositore romano Angelo Talocci e poi da ultimo riarrangiata da Mauro Lusini. In precedenza, dal 1976 al 1987, la melodia era opera di Sandro Brugnolini e poi di Gianni Oddi. Dal 1979 al 1987, inoltre, la sigla conteneva un frammento della canzone Morning is come again di Michel Colombier. Dal 25 maggio 2024, in occasione di un restyling, la sigla presenta in apertura un riarrangiamento delle caratteristiche tre note già utilizzate dal 1976 al 1987, seguito da una versione riarrangiata della sigla precedentemente introdotta nel 2021.

## Parodie
Il TG2 nel corso degli anni è stato oggetto di diverse parodie: Gigi Proietti, durante il varietà televisivo Club 92, conduceva uno pseudo-notiziario denominato GG2.
Il comico Salvatore Marino, prima nel programma D.O.C. Music International e poi in Piazza Grande, presentava una rubrica di gossip, intitolata PG2.
Nella stagione 2005-2006, dopo l'edizione delle 20:30 del telegiornale, andava in onda Tg Duel, condotto da Gene Gnocchi.
Nei primi mesi del 2017 è andato in onda Rai dire Niùs, con Mia Ceran, il Mago Forest e la Gialappa's Band.
Nella stagione 2023-2024, durante una puntata del programma mattutino Viva Rai2, è andata in onda una parodia del TG2 Post intitolata TG Bello.